# Aleksandr Chwyla
Aleksandr Leopoldowicz Chwyla (ros. Алекса́ндр Леопо́льдович Хвы́ля, właściwie Aleksandr Bressem; ur. 2 lipca?/15 lipca 1905 w Ołeksandro-Szultynem, zm. 17 października 1976 w Moskwie) – radziecki aktor szwedzkiego pochodzenia.
Ludowy Artysta RFSRR (1963). Znany z roli tytułowego Dziadka Mroza w filmie z 1964 roku w reżyserii Aleksandra Rou. Pochowany na Cmentarzu Kuncewskim w Moskwie.

## Wybrana filmografia
- 1939: Szczors
- 1941: Pierwsza Konna jako Siemion Budionny
- 1941: Bogdan Chmielnicki
- 1942: Jak hartowała się stal
- 1942: Aleksandr Parchomienko jako Aleksandr Parchomienko
- 1942: Droga do gwiazd
- 1946: Piętnastoletni kapitan
- 1949: Wesoły jarmark jako Dienis Stiepanowicz Norien
- 1949: Konstantin Zasłonow
- 1953: Majskaja nocz, ili Utoplennica
- 1961: Szkarłatne żagle
- 1964: Dziadek Mróz jako Dziadek Mróz
- 1968: Ogień, woda i miedziane trąby
- 1969: Brylantowa ręka
- 1969: Królewna z długim warkoczem
- 1971: Dwanaście krzeseł

## Nagrody i odznaczenia
- 1945: Zasłużony Artysta RFSRR
- 1950: Nagroda Stalinowska za rolę w filmie Konstantin Zasłonow
- 1963: Ludowy Artysta RFSRR

Źródło: